# Чеканово (Великопольське воєводство)
Чеканово (пол. Czekanowo, нім. Waltersheim) — село в Польщі, у гміні Вонґровець Вонґровецького повіту Великопольського воєводства.
У 1975-1998 роках село належало до Пільського воєводства.